# Bătălia de la Voronej (1942)
Bătălia de la Voronej a fost una dintre luptele de pe frontul de răsărit al celui de-al doilea război mondial, care s-a desfășurat în regiunea din jurul orașului Voronej pe râul Don în iunie și iulie 1942. Puterile Axei erau formate din Armata a 4-a Panzer (Hermann Hoth) și Armata a 2-a ungară  (Gusztav Jany). Lor li se opunea Frontul Voronej comandat de generalul-locotenent Evgheni Golikov.
După victoria germană din a doua bătălie de la Harkov din mai 1942, planul pentru campania de vară era executarea unui atac spre sud-est din regiunea râului Don spre cea a râului Volga și mai departe în Caucaz – așa-numita Operațiune Albastru. Atacul pe această direcție era amenințată din flanc de concentrarea de trupe sovietice de la Voronej. Operațiunea Axei cu numele de cod „Fredericus II” (după numele regelui Prusiei Frederick al II-lea), a început pe 22 iunie 1942 — amoversarea declanșării Operațiunii Barbarossa. Armata a 4-a Panzer a atacat spre est pornind dinspre Belgorod și Kursk, reușind să închidă încercuirea pe 2 iulie, dar numărul de prizonieri sovietici a fost extrem de redus comparativ cu bătăliile anului 1941 — Armata Roșie învățase din înfrângerile de la începutul războiului. 
Hoth, care primise instrucțiuni stricte să nu se implice în lupte de stradă, a capturat Voronejul pe 6 iulie, doar pentru a deveni ținta contraatacului sovietic. Diviziile de infanterie ale Axei au avut nevoie de două zile să lupte ca să ajungă la Voronej, și să asigure dezangajarea Armatei a 4-a Panzer și trimiterea ei în Caucaz. Adolf Hitler a ajuns să creadă mai târziu că aceste două zile, combinate cu alte întârzieri în marșul către Volga au permis mareșalului Semion Timoșenko să încheie pregătirile de apărare a Stalingradului mai înainte de sosirea Armatei a 4-a Panzer în fața orașului. 